# Sycanthidae
Sycanthidae là một họ bọt biển vôi trong bộ Leucosolenida.